# Dikke Eger
Fredrikke Eger, coniugata Bergman, detta Dikke (Oslo, 7 novembre 1943), è un'ex sciatrice alpina norvegese.
Dopo il matrimonio assunse anche il cognome del coniuge e nell'ultimo scorcio della sua carriera (stagioni 1967-1969) si iscrisse alle gare come Dikke Eger-Bergman.

## Biografia
Sciatrice polivalente, Dikke Eger debuttò in campo internazionale in occasione del trofeo Holmenkollen-Kandahar 1962 (Oslo, 2-4 marzo), dove si classificò 6ª nello slalom gigante, 9ª nello slalom speciale e 7ª nella combinata, e ai IX Giochi olimpici invernali di Innsbruck 1964, sua prima presenza olimpica e iridata, si piazzò 36ª nella discesa libera, 33ª nello slalom gigante e non completò lo slalom speciale; nel prosieguo della stagione conquistò il 3º posto sia nello slalom speciale del trofeo Holmenkollen-Kandahar 1964 (Voss, 14-15 marzo), sia in quello di Oppdal del 22 marzo.
Nella stagione successiva fu 2ª nello slalom speciale del Critérium de la première neige 1965 (Val-d'Isère, 15-19 dicembre) e ai Mondiali di Portillo 1966 si classificò 26ª nello slalom gigante e 9ª nello slalom speciale; l'11 gennaio 1968 esordì in Coppa del Mondo, a Grindelwald in slalom speciale piazzandosi 14ª: tale risultato sarebbe rimasto il migliore ottenuto dalla Eger nel massimo circuito internazionale.
Ai successivi X Giochi olimpici invernali di Grenoble 1968, sua ultima presenza olimpica e iridata, non completò lo slalom speciale (l'unica gara nella quale prese il via). In Coppa del Mondo ottenne l'ultimo piazzamento il 24 febbraio dello stesso anno a Oslo in slalom gigante (20ª) e prese per l'ultima volta il via il giorno dopo nella medesima località in slalom speciale, senza completare la gara; ottenne i suoi ultimi risultati agonistici ai Campionati norvegesi 1969 (Hemsedal, 21-23 febbraio), dove vinse la medaglia d'argento nello slalom speciale e quella di bronzo nello slalom gigante.

## Palmarès

### Campionati norvegesi
- 16 medaglie[senza fonte]:
  - 6 ori (slalom speciale nel 1961; slalom gigante, slalom speciale, combinata nel 1966; slalom speciale, combinata nel 1967)[9]
  - 7 argenti (discesa libera, combinata nel 1961; slalom gigante, slalom speciale, combinata nel 1962[senza fonte]; slalom gigante nel 1967[10]; slalom speciale nel 1969)
  -  3 bronzi (slalom gigante, combinata nel 1964; slalom gigante nel 1969)[senza fonte]